# Australian Open 2000 (gemengddubbel)
Op de Australian Open 2000 speelden de vrouwen en mannen de wedstrijden in het gemengd dubbelspel van 21 tot en met 30 januari 2000.

## Samenvatting
Van de titelhouders Mariaan de Swardt en David Adams was de eerste haar titel niet komen verdedigen. Adams speelde samen met Kristie Boogert, met wie hij (als het enige ongeplaatste team) de halve finale bereikte.
Het eerste reekshoofd, Anna Koernikova en Jonas Björkman, bereikte de halve finale. Daarin werden zij uitgeschakeld door de latere winnaars.
Het als derde geplaatste duo Rennae Stubbs en Jared Palmer won het toernooi. Zij versloegen in de finale het als vierde geplaatste koppel Arantxa Sánchez Vicario en Todd Woodbridge in twee sets, met een tiebreak in de tweede set. Het was hun enige gezamenlijke titel.
Er waren drie Nederlandse deelnemers:
- Kristie Boogert en David Adams (Zuid-Afrika) versloegen het tweede reekshoofd en stoomden door naar de halve finale – daarin moesten zij hun meerdere erkennen in Arantxa Sánchez Vicario en Todd Woodbridge;
- Caroline Vis en John-Laffnie de Jager (Zuid-Afrika) waren het zevende reekshoofd – zij kwamen niet verder dan de tweede ronde;
- Miriam Oremans en Mark Knowles (Bahama's) strandden in de eerste ronde.

## Geplaatste teams
| Nr. | Team                                    | Resultaat    | Uitgeschakeld door          |    | Nr.                                | Team         | Resultaat                               | Uitgeschakeld door |
| --- | --------------------------------------- | ------------ | --------------------------- | -- | ---------------------------------- | ------------ | --------------------------------------- | ------------------ |
| 1.  | Anna Koernikova Jonas Björkman          | halve finale | Rennae Stubbs Jared Palmer  | 5. | Natallja Zverava Mark Woodforde    | kwartfinale  | Arantxa Sánchez Vicario Todd Woodbridge |                    |
| 2.  | Lisa Raymond Leander Paes               | eerste ronde | Kristie Boogert David Adams | 6. | Jelena Lichovtseva Jeff Tarango    | kwartfinale  | Anna Koernikova Jonas Björkman          |                    |
| 3.  | Rennae Stubbs Jared Palmer              | winnaars     | winnaars                    | 7. | Caroline Vis John-Laffnie de Jager | tweede ronde | Florencia Labat Mariano Hood            |                    |
| 4.  | Arantxa Sánchez Vicario Todd Woodbridge | finale       | Rennae Stubbs Jared Palmer  | 8. | Olena Tatarkova Andrej Olchovski   | kwartfinale  | Rennae Stubbs Jared Palmer              |                    |

## Toernooischema
| Legenda | Legenda                  |
| ------- | ------------------------ |
| Q       | Qualifier                |
| WC      | Deelname via wildcard    |
| LL      | Lucky Loser              |
| r       | Opgave / trok zich terug |
| w/o     | Walk-over                |
| Alt     | Alternate                |
| SE      | Special Exempt           |
| PR      | Protected Ranking        |
| d       | Diskwalificatie          |

### Onderste helft
| eerste ronde | eerste ronde                       | eerste ronde | eerste ronde | eerste ronde |  |   | tweede ronde                    | tweede ronde                       | tweede ronde | tweede ronde | tweede ronde |  |  | kwartfinale | kwartfinale                     | kwartfinale | kwartfinale | kwartfinale |  |  | halve finale | halve finale                    | halve finale | halve finale | halve finale |
|              |                                    |              |              |              |  |   |                                 |                                    |              |              |              |  |  |             |                                 |             |             |             |  |  |              |                                 |              |              |              |
| 5            | Natallja Zverava Mark Woodforde    | 7            | 6            |              |  |   |                                 |                                    |              |              |              |  |  |             |                                 |             |             |             |  |  |              |                                 |              |              |              |
|              | Amanda Coetzer Rick Leach          | 62           | 3            |              |  |   | 5                               | Natallja Zverava Mark Woodforde    | 6            | 3            | 6            |  |  |             |                                 |             |             |             |  |  |              |                                 |              |              |              |
|              | Kimberly Po Dean Johnson           | 6            | 4            | 6            |  |   | Kimberly Po Dean Johnson        | 4                                  | 6            | 3            |              |  |  |             |                                 |             |             |             |  |  |              |                                 |              |              |              |
|              | Debbie Graham Wayne Arthurs        | 4            | 6            | 3            |  |   |                                 |                                    |              |              |              |  |  | 5           | Natallja Zverava Mark Woodforde | 6           | 5           | 1           |  |  |              |                                 |              |              |              |
|              | Karina Habšudová David Macpherson  | 7            | 6            |              |  |   |                                 |                                    |              |              |              |  |  | 4           | Arantxa Sánchez Todd Woodbridge | 4           | 7           | 6           |  |  |              |                                 |              |              |              |
|              | Alicia Molik Sandon Stolle         | 67           | 2            |              |  |   |                                 | Karina Habšudová David Macpherson  | 4            | 5            |              |  |  |             |                                 |             |             |             |  |  |              |                                 |              |              |              |
|              | Miriam Oremans Mark Knowles        | 6            | 2            | 4            |  | 4 | Arantxa Sánchez Todd Woodbridge | 6                                  | 7            |              |              |  |  |             |                                 |             |             |             |  |  |              |                                 |              |              |              |
| 4            | Arantxa Sánchez Todd Woodbridge    | 4            | 6            | 6            |  |   |                                 |                                    |              |              |              |  |  |             |                                 |             |             |             |  |  | 4            | Arantxa Sánchez Todd Woodbridge | 6            | 6            |              |
| 7            | Caroline Vis John-Laffnie de Jager | 4            | 6            | 6            |  |   |                                 |                                    |              |              |              |  |  |             |                                 |             |             |             |  |  |              | Kristie Boogert David Adams     | 3            | 3            |              |
|              | Irina Seljoetina Wayne Black       | 6            | 2            | 4            |  |   | 7                               | Caroline Vis John-Laffnie de Jager | 4            | 0            |              |  |  |             |                                 |             |             |             |  |  |              |                                 |              |              |              |
|              | Åsa Carlsson Peter Nyborg          | 3            | 6            | 68           |  |   | Florencia Labat Mariano Hood    | 6                                  | 6            |              |              |  |  |             |                                 |             |             |             |  |  |              |                                 |              |              |              |
|              | Florencia Labat Mariano Hood       | 6            | 3            | 7            |  |   |                                 |                                    |              |              |              |  |  |             | Florencia Labat Mariano Hood    | 3           | 5           |             |  |  |              |                                 |              |              |              |
|              | Tina Križan Aleksandar Kitinov     | 3            | 5            |              |  |   |                                 |                                    |              |              |              |  |  |             | Kristie Boogert David Adams     | 6           | 7           |             |  |  |              |                                 |              |              |              |
|              | Katie Schlukebir Brent Haygarth    | 6            | 7            |              |  |   |                                 | Katie Schlukebir Brent Haygarth    | 63           | 7            | 0            |  |  |             |                                 |             |             |             |  |  |              |                                 |              |              |              |
|              | Kristie Boogert David Adams        | 7            | 6            |              |  |   | Kristie Boogert David Adams     | 7                                  | 65           | 6            |              |  |  |             |                                 |             |             |             |  |  |              |                                 |              |              |              |
| 2            | Lisa Raymond Leander Paes          | 67           | 2            |              |  |   |                                 |                                    |              |              |              |  |  |             |                                 |             |             |             |  |  |              |                                 |              |              |              |